# Vlag van oblast Lipetsk
De vlag van oblast Lipetsk is volledig gebaseerd op het wapen van deze oblast en ziet er dus helemaal hetzelfde uit.
Het heeft een rood veld met onderaan vijf overlappende groene heuvels (in hoogte ongeveer 1/3 van de breedte van de vlag). In het midden van de heuvels staat een gele lindeboom, een oud symbool van broederschap en harmonie. Rood symboliseert de industrie van de regio, werk, vitaliteit, moed, feest en schoonheid. Groen staat voor de natuur in de oblast, overvloed, welvaart en stabiliteit. Geel staat voor de zon, rijkdom, graan en vruchtbaarheid. Alle elementen in het wapen vertegenwoordigen de mensen en hun bijdrage aan de economische, culturele en spirituele ontwikkeling van de regio en het land. Vier van de heuvels vertegenwoordigen de regio's waaruit het grondgebied van oblast Lipetsk is ontstaan: Voronezj, Orjol, Rjazan en Koersk; de vijfde symboliseert de oblast Lipetsk.
Op 20 februari 2003 nam de 10e zitting van de 3e convocatie van de afgevaardigdenraad van de oblast Lipetsk de "Wet op het wapen en de vlag van oblast Lipetskaan. De vlag was: "Een rechthoekig doek met een breedte/lengteverhouding van 2:3, Drie gelijke banen van wit, groen en oranje, met in het midden een gekroond wapen". Het op de vlag afgebeelde wapen werd tijdens de 9e zitting op 26 december 2002 in eerste lezing goedgekeurd. Deze vlag en dit wapen werden niet goedgekeurd door de gouverneur van oblast Lipetsk, die zijn veto uitsprak over de wet en ze ter herziening stuurde. De huidige vlag werd op 10 juli 2003 aangenomen.